# Motoo Kimura
Motoo Kimura (木村 資生, Kimura Moto'o, 13 novembre 1924 à Okazaki, préfecture d'Aichi - 13 novembre 1994) est un théoricien de l'évolution japonais.
Il a travaillé principalement dans le domaine de la génétique des populations. Ses travaux en génétique ont pour originalité l'utilisation de l'équation de diffusion pour calculer la probabilité de fixation des allèles, qu'ils soient bénéfiques, délétères ou neutres. En combinant une approche théorique de la génétique des populations avec les données disponibles sur l'évolution moléculaire, il a développé la théorie neutraliste de l'évolution, dans laquelle la dérive génétique (et non plus la sélection naturelle) est le moteur des changements de fréquence d'allèles,,.
James F. Crow (en) (1916-2012), lui-même généticien des populations renommé, considère Kimura comme l'un des deux plus grands généticiens évolutionnistes, l'autre étant Gustave Malécot, après le grand trio des concepteurs de la génétique des populations (Haldane, Wright et Fisher).
Motoo Kimura a été marié à Hiroko Kimura, avec qui il a eu un fils, Akio Kimura, lui-même père d'une fille, Hanako.

## Récompenses et distinctions
Motoo Kimura a reçu la médaille Darwin en 1992.
Membre étranger de la Royal Society le 17 juin 1993.